# 日本青年会议所
日本青年会议所（英語：Junior Chamber International Japan）是一个日本的公益法人组织，是国际青年商会的日本分支机构，缩写是日本JC。

## 历史
1949年9月3日东京青年商工会议所（现东京青年会议所）在东京都成立，共有48名创始人员，分别是
- 三轮善雄（善兵卫）、岩波雄二郎、黑川光朝、近藤民三郎、铃木康雄、八田恒平、堀越善雄、丸晋、森冈贤一郎、大木基彰、山田隆、朝仓孝吉、鲇川弥一、伊藤和夫、神谷克郎、龟井要、川崎七三郎、黒田彰一、小坂俊雄、小島健二、小西達司、小松彰久、阪部康正、杉山元太郎、铃木重明、住友胜、外池寅松、堤平五、成毛收一、西浦文三、服部禮次郎、滨野一郎、守谷一郎、森美秀、森村卫、山本惠造、近藤利郎、井口俊次、中山进一、寺平好孝、长谷川一男、篠崎贞蔵、古林秀夫、喜头时彦、近藤利夫、安西伯、森下泰、冈谷康治。[2]

1951年扩展至日本各地，正式成立“日本青年会议所”，第一任会长是虎屋第16代目黑川光友。同年5月参加加拿大蒙特利尔举行的第6届国际青年商会大会时，正式获得国际青年商会承认。
1957年在东京都举办第12届国际青年商会大会，皇太子明仁出席。
1966年在京都举办第21届国际青年商会大会，同时國立京都國際會館建成。
1980年在大阪举办第35届国际青年商会大会，約翰·加爾布雷斯发表演讲。
1986年在名古屋举办第41届国际青年商会大会，莱斯特·R·布朗发表演讲。
2000年在札幌举办第55届国际青年商会大会。
2004年在福冈举办第59届国际青年商会大会。
2010年在大阪举办第65届国际青年商会大会。